# Belhaven
Belhaven és una població dels Estats Units a l'estat de Carolina del Nord. Segons el cens del 2000 tenia 1.968 habitants.

## Demografia
Segons el cens del 2000, Belhaven tenia 1.968 habitants, 827 habitatges i 530 famílies. La densitat de població era de 506,6 habitants per km².
Dels 827 habitatges en un 28,2% hi vivien nens de menys de 18 anys, en un 38,6% hi vivien parelles casades, en un 22% dones solteres, i en un 35,9% no eren unitats familiars. En el 32,6% dels habitatges hi vivien persones soles el 16,6% de les quals corresponia a persones de 65 anys o més que vivien soles. El nombre mitjà de persones vivint en cada habitatge era de 2,36 i el nombre mitjà de persones que vivien en cada família era de 2,99.
Per edats la població es repartia de la següent manera: un 24,7% tenia menys de 18 anys, un 7,1% entre 18 i 24, un 25,6% entre 25 i 44, un 23,6% de 45 a 60 i un 19,1% 65 anys o més.
L'edat mediana era de 41 anys. Per cada 100 dones de 18 o més anys hi havia 75,2 homes.
La renda mediana per habitatge era de 16.674 $ i la renda mediana per família de 23.958 $. Els homes tenien una renda mediana de 23.839 $ mentre que les dones 16.741 $. La renda per capita de la població era d'11.086 $. Entorn del 32% de les famílies i el 35,6% de la població estaven per davall del llindar de pobresa.

## Poblacions més properes
El següent diagrama mostra les poblacions més properes.